# نيابة الأموال العامة (اليمن)
نيابة الأموال العامة هي نيابة متخصصة تتبع النائب العام ويشمل اختصاصها جميع انحاء الجمهورية اليمنية، يرأسها محامي عام تحت اشراف النائب العام يعاونه عدد من رؤساء النيابات ووكلاء ومساعدين.
تعتبر نيابة الأموال العامة حلقة الوصل بين الجهاز المركزي للرقابة والمحاسبة والمحاكم، فمعظم قضايا نيابة الأموال العامة تأتي من الجهاز المركزي للرقابة والمحاسبة، ولكن تتلقى هذه الوحدة التابعة لمكتب النائب العام أحيانا ادعاءات من مسئولين صغار في الوزارات. ولا يوجد هناك آليات رسمية لتلقي الشكاوي.

## آلية العمل
هناك ثلاث مراحل يمر بها عمل نيابة الأموال العامة، فيقوم وكلاء النيابة أولا بجمع الأدلة بالتعاون مع الجهاز المركزي للرقابة والمحاسبة، والشرطة، ومصلحة الضرائب (إن كان لها صلة)، والوزارات المعنية. فإن كان الدليل المتوفر غير مكتمل أو ناقص، يتم طلب معلومات أكثر من الجهاز المركزي للرقابة والمحاسبة، أو يمكن لوكلاء النيابة الاستعانة بخبرائهم. ثانيا، يقوم وكلاء النيابة بالتحريات اللازمة، وأخيرا تحديد ما إذا كان هناك أرضية كافية لتحرير مذكرة اتهام وتحويل القضية إلى المحكمة أم لا.

### القيود
لا يحق لنيابة الأموال العامة، وفقا للقانون، اتهام أعضاء البرلمان اليمني والمحافظين والوزراء ووكلاء الوزراء (هناك وحدات أخرى تابعة لمكتب النائب العام لها السلطة القانونية لمحاكمة مسئولين كبار لجرائم أخرى). ووفقا لهذا القانون، يجب أن يصوت ثلثي البرلمان في صالح اتهام هذا المسئول، وبعدها يتم تحويل القضية إلى المحكمة العليا.

### قضايا القدرات والإدارة
تمتلك نيابة الأموال العامة طاقم محدود غير مؤهل بما فيه الكافية، وبذلك تفتقر للقدرة على التدقيق والتحري إذا ما قورنت بالجهاز المركزي للرقابة والمحاسبة. ومن عام 1994 وحتى عام 2005، كان مكتب النائب العام مستقلاً عن رواتب الخدمة المدنية المتدنية جدا. وعقب إصدار البرلمان لقانون الأجور لعام 2005، صنفت رواتب القضاة ضمن رواتب الخدمة المدنية. ولذلك إذا أراد النائب العام توظيف طاقم إضافي أو رفع الرواتب، فإن ذلك يخضع، لما وصفه أحد الذين حاورهم فريق التقييم، لمركزية «عقلية الحرب الباردة» لإصلاح وزارة الخدمة المدنية. ولكن يبدو أنه سيكون هناك تسوية ما، حيث من الممكن أن يلعب مجلس القضاء الأعلى دوراً في تحديد رواتب القضاة والطاقم القضائي.

## الاختصاص
تختص نيابة الأموال العامة بالتحقيق والتصرف ورفع الدعوى ومباشرتها امام المحاكم المختصة في الجرائم التالية:
1. كافة الجرائم الماسة بالمال العام وما في حكمه واموال الأوقاف.
2. القضايا المتعلقة بالضرائب والجمارك.
3. جرائم تزييف وترويج العملات.
4. يراعى قبل التصرف بالامر بان لا وجه إرسال ملف القضية مشفوعا براي رئيس النيابة لاستطلاع راي المحامي العام لنيابة الأموال العامة.

وفي حالة موافقته للراي عليه ان يستطلع راي النائب العام فاذا وافقه النائب العام على ذلك يعاد ملف القضية إلى النيابة المختصة لإصدار القرار بان لا وجه ونسخ صوره منه لمحام عام نيابة الأموال العامة.

## نطاق الاختصاص
1. يتحدد نطاق دائرة اختصاص نيابات الأموال العامة في الجرائم المنصوص عليها في المادة (1) من هذا القرار على النحو التالي:[4]
  1. نيابة الأموال العامة بالأمانة وتشمل دائرة اختصاصها أمانة العاصمة.
  2. نيابات الأموال العامة بمحافظات (عدن- تعز- الحديدة) وتشمل دائرة اختصاص كل منها المحافظة التي تقع فيها.
  3. نيابة الأموال العامة محافظة حضرموت وتحدد دائرة اختصاصها بعاصمة المحافظة (المكلا).
  4. نيابة الأموال العامة محافظة إب وتحدد دائرة اختصاصها بعاصمة المحافظة إب.
2. المحافظات التي يوجد بها نيابات أموال عامة ابتدائية يتحدد نطاق اختصاصها بعاصمة المحافظة.